# 胞山県立自然公園
胞山県立自然公園（えなさんけんりつしぜんこうえん）は、岐阜県東濃地方の長野県境に位置する県立自然公園。面積5,027ha。1954年（昭和29年）9月14日指定。

## 概要
岐阜県の東端に位置する中央アルプス南部の恵那山を中心とした領域。胞山は、恵那山の古名。
特別地域455ha、普通地域4,572ha。

## 地理

### 主な山岳
- 恵那山
- 富士見台

## 関連市町村
- 中津川市
- 恵那市